# Лузанов, Фома Петрович
Фома Петрович Лузанов (1785—1871) — генерал-майор, Георгиевский кавалер.

## Биография
Поступил на службу в 1807 году юнкером. Принимал участие в русско-турецкой войне 1806—1812 годов: за взятие крепости Анапы в 1809 году был награждён Знаком отличия Военного Ордена и произведён в офицеры.
В 1812 году участвовал в войне с Наполеоном. Затем был переведён в Саратовский пехотный полк.
В русско-турецкую войну 1828—1829 годов был батальонным командиром 22-го Егерского полка: за отличие в сражении против многочисленной турецкой кавалерии при деревнях Эмбалар и Юсуфлар был награждён чином подполковника и орденом Святого Владимира 4-й степени с бантом. Через полтора месяца отличился во время осады крепости Силистрия и был награждён золотой полусаблей с надписью «За храбрость».
16 декабря 1831 года, будучи подполковником, получил орден Святого Георгия 4-й степени за выслугу 25 лет в офицерских чинах. По окончании этой кампании был произведён в полковники и назначен командиром Севского пехотного полка, которым командовал до 1837 года.
Раны, полученные им в турецкую компанию, заставили его оставить службу с чином генерал-майора, при этом он был пожалован майоратом в Царстве Польском — село Сендзевицы, Калишского обвода, Серадского уезда.
Купив землю около Бендер, и назвав этот уголок садом «Гертоп» (по турецки — урочище), он занялся виноградарством.
Умер 20 января 1871 года в Бендерах, где и был похоронен.

## Награды
- орден Св. Владимира 4-й степени с бантом;
- золотая полусабля с надписью «За храбрость»;
- орден Св. Георгия 4-й степени за 25 лет выслуги;
- орден Св. Анны 2-й степени;
- прусский орден Красного Орла 3-го класса (1835)[5]

## Семья
Был женат на Наталье Дембровской, дочери офицера имперской охраны. У них было семь детей; вторым сыном и третьим ребёнком в семье был Пётр Фомич Лузанов (1848 — после 1917); известность также получил младший сын Михаил Фомич Лузанов (1851—1924).

## Источник
- Некролог на кончину Фомы Петровича Лузанова // «Бессарабские областные ведомости». — 17 февраля 1871. — № 14.